# Bernard Hennet
Bernard Hennet, O.Cist. (8. října 1699 Čáslav – 18. srpna 1770 Žďár nad Sázavou ) byl v letech 1738–1770 opatem cisterciáckého kláštera Studnice Blahoslavené Panny Marie (lat. Fons Beatae Mariae Virginis) ve Žďáru nad Sázavou.

## Život
Bernard Hennet se stal opatem ve Žďáru po smrti dosavadního opata Václava Vejmluvy v roce 1738. Navázal na Vejmluvovy rozsáhlé stavební aktivity, poněkud narušené požárem kláštera v roce 1737. Nechal velkoryse dostavět klášterní prelaturu a opravit vzniklé škody. Nechal též vyzdobit, po vzoru pražského Karlova mostu, žďárský most přes řeku Sázavu sochami. Roku 1740 byla zrušena cisterciáky vedená šlechtická akademie. V roce 1749 byla pořízena nová krycí deska na vstup do opatské hrobky pod klášterním kostelem. V té době byly také pořízeny nové vyřezávané chórové lavice do mnišského chóru.
Opat Bernard Hannet zemřel v roce 1770. Byl posledním ze žďárských opatů, kteří iniciovali rozsáhlé stavební projekty na klášterním majetku. Na jeho místo byl zvolen Otto Logk z Netky.

### Zajímavost
V korespondenci z pera Bernarda Henneta z roku 1741 byl nalezen symbol rozesmáté tváře – smajlík. Za autora tohoto nápadu byl přitom považován americký designér Harvey Ball, který ho v kampani pojišťovací společnosti poprvé použil v roce 1963.